# باك تو كويت (فلم)
باك تو كويت 82 هو فيلم كويتي إنتاج 2017.

## قصة الفيلم
تدورالأحداث في بحضور انس تاج راسي بل الكويت ما بين الماضي والحاضر من خلال دكتور فيزيائي يخترع سيارة تعود للزمن القديم، فتستغل ابنه الدكتور السيارة بعد أن عرفت بسرها لتعود بها إلى الوراء وتحديدا للكويت عام 1982، فيتهم بعد ذلك والدها بسبب اختفائها مع إنه يعلم بوجودها في ذلك الزمان إلا إنه التزم الصمت حتى لا يتهم بالجنون، وكانت ابنه الدكتور قد هربت للوراء وذلك كي تعيد المياه إلى مجاريها بين والدتها ووالدها بعد أن طلقها في تلك الفترة، خصوصا بعد أن وجدتها متزوجة من صديق والدها الذي سبب لها مشاكل كثيرة بعد أن ساعدها شابان كانا قد شاهداها وهي تغادر زمننا إلى العام 1982.

## طاقم العمل

### إخراج
أحمد الصديقي (مخرج)

### تأليف
مزيد المعوشرجي (مؤلف)

### تمثيل
يشارك في بطولته عدد من الفنانين
- عبد العزيز النصار
- خالد المظفر
- جاسم النبهان
- عبد الإمام عبدالله
- أمل العنبري
- فرحان العلي
- محمد عاشور
- خالد المفيدي
- عبد المحسن العمر
- ناصر البلوشي

واخروون ..

## وصلات خارجية
https://elcinema.com/work/2044054
https://www.netflix.com/ae/title/81453967
https://www.imdb.com/title/tt6225842